# Hänninge
Hänninge är en bebyggelse söder om riksväg 13 och norr om Västra Ringsjön i Munkarps socken i Höörs kommun. Mellan 2015 och 2020 avgränsade SCB här en småort.